# 奧瓦爾德湖
48°45′05″N 11°28′03″E / 48.75152°N 11.467452°E

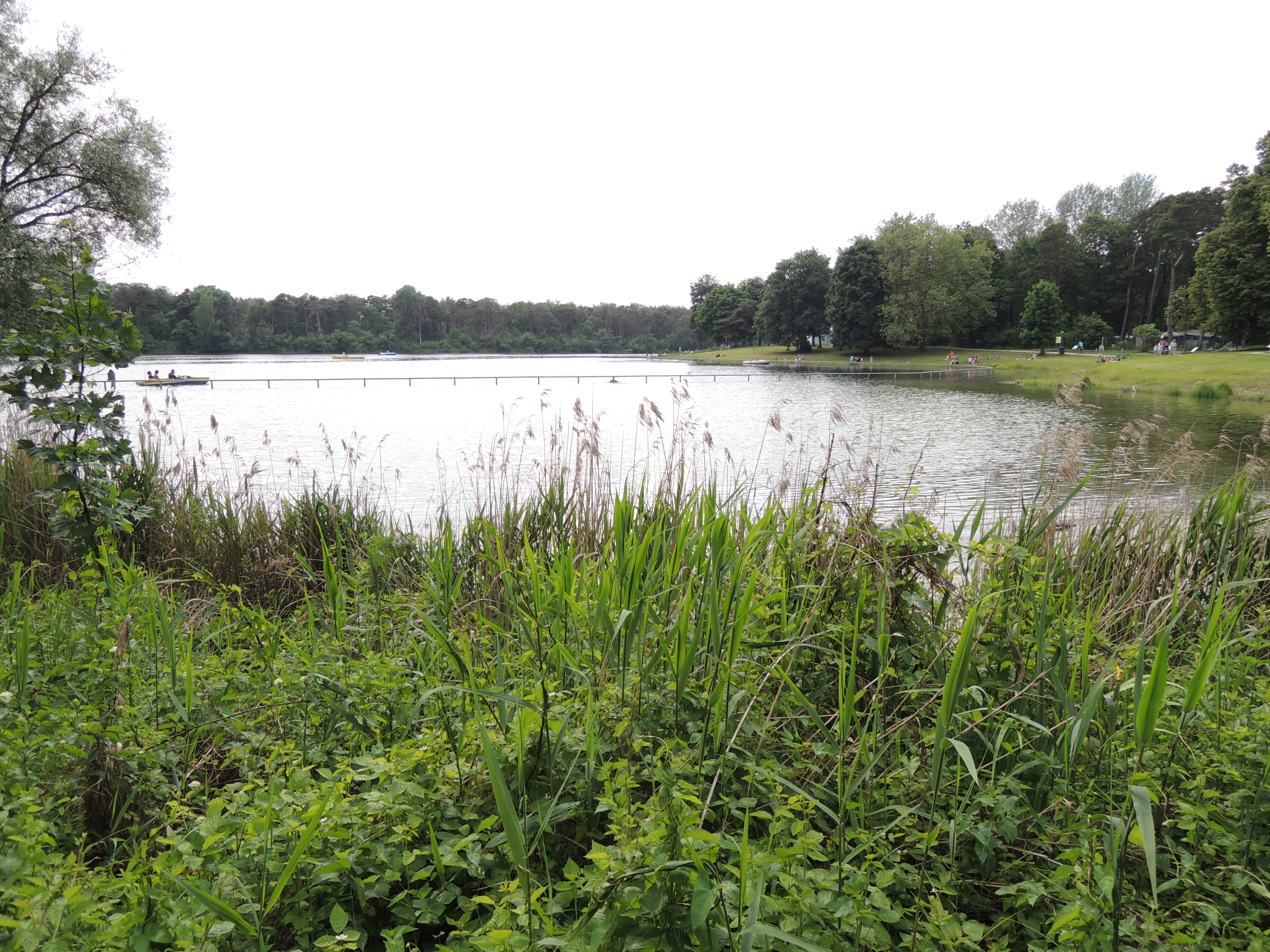

奧瓦爾德湖（德語：Auwaldsee），是德國的湖泊，位於該國東南部，由巴伐利亞州負責管轄，長0.9公里、寬0.3公里，面積0.13平方公里，海拔高度365米，湖岸線長度2.4公里。